# تشبو
تشبو هي قرية في مقاطعة شاهين دج، إيران. يقدر عدد سكانها بـ 57 نسمة بحسب إحصاء 2016.